# Vívenka
Vívenka (en rus: Вывенка) és un poble del krai de Kamtxatka, a Rússia, que el 2021 tenia 318 habitants. Pertany al districte de Tilítxiki.